# A Nibelungok
A Nibelungok (eredeti cím: Die Nibelungen) 1924-ben bemutatott német fekete-fehér némafilm, Fritz Lang rendezésében. Két részletben: Die Nibelungen: Siegfried és Die Nibelungen: Kriemhields Rache.

## Cselekmény
Siegfried a burgundiai királyok udvarába érkezik és beleszeret az uralkodók húgába, Kriemhildába. Láthatatlanná tevő fejfedő segítségével meg tudja szabadítani az izlandi Brünhilde királynőt, s nem sokkal ezután kettős esküvőt ünnepelhetnek. A két nő viszonyát azonban megmérgezi a vetélkedés, és Kriemhildát annyira elragadja az indulat, hogy leleplezi, milyen szerepe volt Siegfriednek az eljegyzésben. Brünhilde szövetkezik a tronjei Hagennal, aki megöli Siegfriedet. Brünhilde Siegfried sírjánál megöli magát, Kriemhilda bátyjai pedig Hagen mellé állnak. Kriemhilda feleségül megy a hun királyhoz, Etzelhez, követi birodalmába, és fiút szül neki. A burgundiai királyokat lakomára hívják. Míg fent a díszcsarnokban a lakoma folyik, odalent Kriemhilda felbújtására véres harc kezdődik a hunok és a burgundok között. Amikor Attila fiát Hagen megöli, a hun király lemészároltatja a burgund királyokat. Kriemhilda saját kezével öli meg Hagent, de Attila egy bizalmasa végez vele, mivel ő hozott annyi bajt a hun népre.

## Szereplők
- Paul Richter (Siegfried)
- Margarethe Schön (Kriemhild)
- Hanna Ralph (Brunhild)
- Theodor Loos (Koenig Gunther)
- Hans Adalbert Schlettow (Hagen Tronje)
- Rudolf Klein-Rogge (Koenig Etzel)
- Fritz Alberti (Dietrich von Bern)